# Campionato sudamericano femminile di pallacanestro 2014
Il 34º Campionato dell'America Meridionale Femminile di Pallacanestro (noto anche come FIBA South American Championship for Women 2014) si è svolto dal 14 al 18 agosto 2014 ad Ambato, in Ecuador. Il torneo è stato vinto dalla nazionale brasiliana.

## Squadre partecipanti
- Argentina
- Brasile
- Cile
- Ecuador
- Paraguay
- Perù
- Uruguay
- Venezuela

## Classifica finale
| Pos | Squadra   | |
| --- | --------- | --- |
|     | Brasile   | Brasile4 Cacá, 5 Débora, 6 Joice Coelho, 7 Patty, 8 Tainá, 9 Jaqueline, 10 Tati, 11 Clarissa, 12 Ramona, 13 Fabi, 14 Karina, 15 Izabela, All. Luiz Zanon                     |
|     | Argentina | Argentina4 Rosset, 5 Santana, 6 Reggiardo, 7 David, 8 Boquete, 9 Flores, 10 Burani, 11 Gretter, 12 Pavón, 13 Pérez, 14 Thomas, 15 Vega, All. Cristian Santander              |
|     | Venezuela | Venezuela4 Polanco, 5 Silva, 6 Corrales, 7 Tazón, 8 Márquez, 9 Wallen, 10 Ortega, 11 Durán, 12 C. Blanco, 13 E. Blanco, 14 Pérez, 15 Marcano, All. Óscar Silva               |
| 4   | Cile      | Cile4 Carrasco, 5 Videla, 6 Basáez, 7 Morrison, 8 Rojas, 9 Gamboa, 10 Cousiño, 11 Fuentes, 12 Abuyeres, 13 Koljanin, 14 Vásquez, 15 Valenzuela, All. Ricardo González        |
| 5   | Ecuador   | Ecuador4 Patiño, 5 Caicedo, 6 Pazmiño, 7 Angulo, 8 Vinueza, 9 Salcedo, 10 Macías, 11 Mora, 12 Peña, 13 Lasso, 14 Barahona, 15 Mogollón, All. Eduardo Pinto                   |
| 6   | Paraguay  | Paraguay4 Peña, 5 Mercado, 6 T. Insfrán, 7 Aponte, 8 Peralta, 9 Hüttemann, 10 Ghiringhelli, 11 Caraves, 12 Gómez, 13 Pérez, 14 R. Insfrán, 15 Quevedo, All. Jorge Elorduy    |
| 7   | Uruguay   | Uruguay4 Ezquiaga, 5 Martinelli, 6 Guadalupe, 7 Spinelli, 8 dos Santos, 9 Pereyra, 10 Dall'Orto, 11 Bello, 12 Sergio, 13 Dibarboure, 14 Midaglia, 15 Somma, All. Juan Serdio |
| 8   | Perù      | Perù4 García, 5 Porras, 6 Debenedetti, 7 Scamarone, 8 Farfán, 9 Vera, 10 Quiroz, 11 Duarte, 12 Plasencia, 13 Vega, 14 Gómez, 15 Cueto, All. Daniel Álvarez                   |